# Neo Exchange
Die Neo Exchange war eine kanadische Wertpapierbörse mit Sitz in Toronto. Sie wurde 2015 als Tochterunternehmen von Aequitas gegründet und wurde nach einer Übernahme 2021 durch Cboe Global Markets in deren Konzern eingegliedert. Das Unternehmen firmiert heutzutage als Cboe Canada und bietet über 260 Wertpapiere von Aktien über ETF, Fonds und Schuldscheine an. Sie ist Mitglied in der World Federation of Exchanges.

## Geschichte
Die NEO Exchange erhielt am 17. November 2014 eine offizielle Anerkennung von der Ontario Securities Commission und begann am 27. März 2015 mit dem Handel von 45 an der Toronto Stock Exchange notierten Wertpapieren. Am ersten Tag wurden an der Börse etwa 6,1 Millionen Wertpapiere im Wert von etwa 106,3 Millionen US-Dollar gehandelt. 
Im Januar 2016 sicherte sich NEO seine erste Notierung: der Invesco PowerShares DWA Global Momentum Index ETF, der am 31. März 2016 mit dem Handel begann. Im September 2016 gab BlackRock Asset Management Canada Ltd. seine Absicht bekannt, den Notierungsplatz von fünf börsengehandelten iShares-Fonds, bestehend aus insgesamt 12 Notierungen, von der Toronto Stock Exchange auf NEO zu ändern. Die Umstellung aller 12 Listings wurde am 22. Februar 2017 abgeschlossen.
Anfang 2017 kündigten Redwood Asset Management und BMO Asset Management getrennt voneinander Pläne an, zum ersten Mal börsengehandelte Fonds an NEO zu notieren, während Invesco Canada die Notierung von zwei weiteren PowerShares-Notierungen an NEO beantragte. Am 20. April 2017 gab Mackenzie Financial die bevorstehende Einführung eines neuen Global High Yield Fixed Income ETF bekannt und ist damit der fünfte Emittent, der an der NEO Exchange notiert war. Cannabis Strategies Acquisition Corp. (NEO:CSA.A), eine von Canaccord Genuity Corp. unterstützte Zweckgesellschaft für Akquisitionen, schloss ihren Börsengang im Wert von 125.000.000 US-Dollar ab und begann am 21. Dezember 2017 mit dem Handel ihrer Aktien und war damit der erste Unternehmensemittent, der an der NEO-Börse notiert wurde. RBC Global Asset Management Inc. (RBC GAM) hat sieben neue ETFs auf den Markt gebracht, die am Donnerstag, dem 21. September 2017, mit dem Handel am NEO begonnen haben. Es war das erste Mal, dass RBC GAM ETFs an NEO notierte, und das Unternehmen war 2017 der sechste Anbieter, der an der Börse notierte.

## Mitgliedschaften
- Sustainable Stock Exchanges Initiative